# Holocnemus pluchei
A Holocnemus pluchei é uma espécie da família Pholcidae. Essa espécie está distribuída na região do Pacífico Norte dos Estados Unidos, bem como em partes do norte da África, da Europa e do Mediterrâneo. É considerada uma aranha doméstica comum e constrói seu ninho em sótãos, porões e beirais de casas. Embora alguns membros da espécie vivam em teias solitárias, a maioria se junta a teias já existentes e migra para novas teias várias vezes ao longo de suas vidas. Uma característica exclusiva da H. pluchei é que, embora em muitas espécies de aranhas a estridulação ocorra comumente pelos machos durante os encontros sexuais, na H. pluchei as fêmeas também possuem órgãos estridulatórios e ambos os sexos se envolvem na estridulação.

## Descrição
Os machos e as fêmeas da espécie têm aproximadamente o mesmo tamanho, com os machos variando entre 5-7 mm e as fêmeas entre 5-7,5 mm. A H. pluchei tem pernas longas e frágeis com círculos pretos e brancos ao redor das articulações. Os membros imaturos da espécie se assemelham aos adultos. As fêmeas têm pedipalpos inchados que se assemelham aos pedipalpos de um macho antes de sua ecdise final. As fêmeas também têm uma projeção no esterno, que se acredita desempenhar um papel importante na seleção de parceiros, melhorando o controle das fêmeas sobre a cópula. Tanto as fêmeas quanto os machos têm órgãos estridulatórios do tipo em que o pedipalpo se esfrega contra a quelícera, e não foram observadas diferenças morfológicas nesses órgãos entre os sexos.

## Filogenia

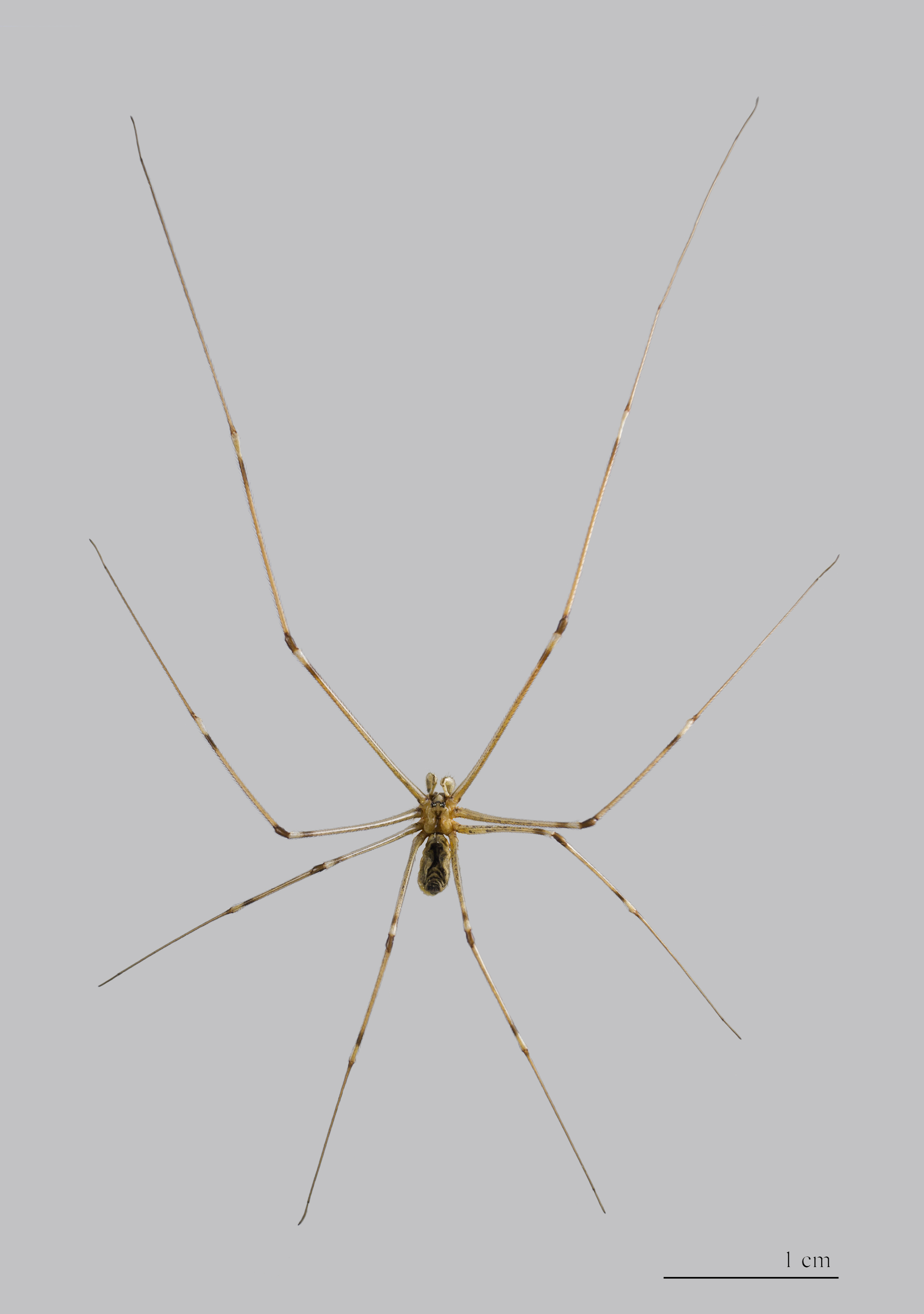
Holocnemus pluchei, espécime de museu.

A Holocnemus pluchei pertence à família Pholcidae, que contém mais de 1.800 espécies. Dentro dessa família, a H. pluchei pertence ao gênero Holocnemus, que contém apenas duas outras espécies, a H. caudatus [en], encontrada na Espanha e na Sicília, e a H. hispanicus [en], encontrada na Espanha.

## Habitat e distribuição
A Holocnemus pluchei é nativa da área mediterrânea da Europa e do norte da África. Pode ter sido introduzida na região do Pacífico Norte dos Estados Unidos em meados de 1900. Atualmente, é comumente encontrada no sul da Califórnia e é considerada uma praga urbana. Ela constrói sua teia sob rochas, em porões ou em paredes de edifícios. Essa espécie habita principalmente terrenos quentes, espaços sob rochas, cavernas e áreas de porão.

## Dieta
A Holocnemus pluchei se alimenta de várias espécies de insetos, inclusive moscas-das-frutas, moscas-domésticas e libélulas. Alguns membros da espécie vivem em grupos e, embora isso acarrete um custo adicional de menor quantidade de alimento por aranha, também permite que cada aranha gaste menos energia na produção de seda para a teia.
Em um ambiente de grupo, o tamanho determina o consumo da presa, pois a maior aranha que detecta a presa ganha a presa em cerca de 80% das vezes. Como o alimento é limitado em um habitat natural, o aumento do nível de alimento diminui significativamente o tempo de desenvolvimento da aranha, do ovo ao adulto, e aumenta o tamanho, especialmente nos machos. Isso permite que os machos maiores tenham uma vantagem competitiva ao roubar alimentos das teias das fêmeas. Para as fêmeas, no entanto, a ecdise extra que elas às vezes sofrem quando o suprimento de alimentos é baixo aumenta seu tamanho. Como os indivíduos maiores geralmente roubam alimentos de indivíduos menores, as fêmeas que foram criadas em condições de pouca comida têm uma vantagem competitiva.

## Teias
A H. pluchei constrói dois tipos de teias, folhas curvas para capturar presas e teias em forma de cúpula.  As teias em forma de cúpula são construídas pelos membros da espécie que carregam os ovos. Elas envolvem completamente a fêmea e os ovos em uma estrutura esférica e são presas a galhos ou à lateral de edifícios. Quando os ovos eclodem, a fêmea sai da cúpula e os filhotes permanecem até a primeira ecdise.  Em seguida, os filhotes constroem sua própria teia de folhas para capturar presas ou se juntam a uma já existente.
A Holocnemus pluchei muda para novas teias com frequência durante sua vida útil, o que dificulta o acompanhamento de um indivíduo ao longo de sua vida.

## Reprodução e ciclo de vida

### Fecundação

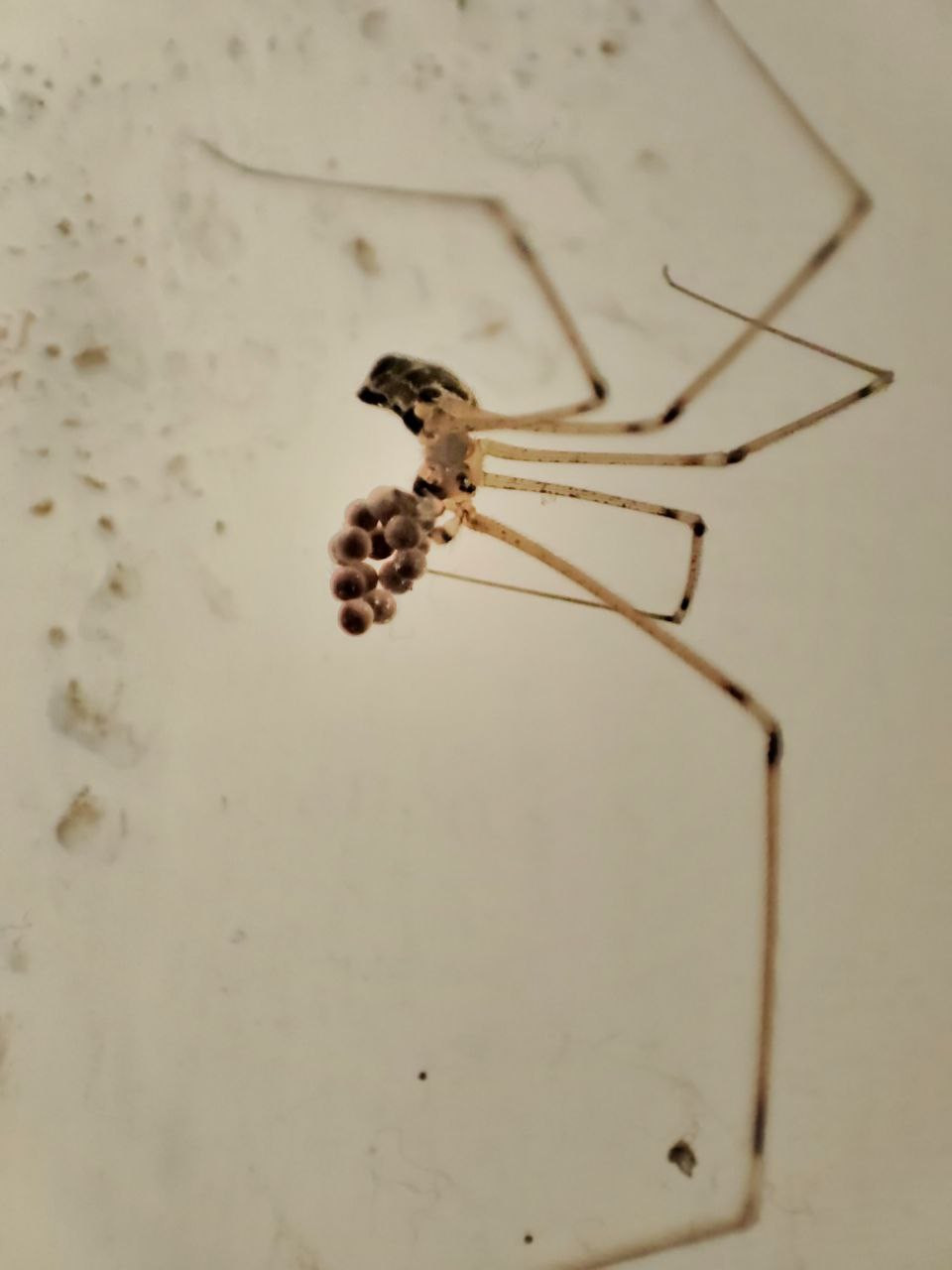
Fêmea carregando o saco de ovos em suas presas.

Durante a fecundação, o esterno projetado da fêmea interage com o clípeo do macho especificamente durante a transferência de esperma, indicando que, em vez de ter uma finalidade estridulatória, o esterno da fêmea desempenha um papel na seleção sexual. Essa interação pode permitir que a fêmea exerça algum nível de controle sobre as ações copulatórias do macho, já que o contato foi observado especificamente quando o macho exerce pressão genital sobre a fêmea durante a transferência de esperma. O esterno projetado pode atuar como um filtro de acasalamento e pressão seletiva sobre os machos, permitindo que apenas os machos que ainda são capazes de transferir esperma, apesar da restrição física do esterno. As fêmeas tendem a acasalar várias vezes, e o segundo macho tem maior probabilidade de sucesso reprodutivo, fertilizando 65-82% dos ovos da fêmea.
Depois de fertilizada, a fêmea carrega o saco de ovos em suas presas enquanto espera que os filhotes eclodam. As fêmeas não se alimentam durante esse período e, em vez disso, dedicam sua energia a proteger o saco de ovos de predadores.

### Tamanho da ninhada
Cada ninhada contém aproximadamente cinquenta filhotes de aranha. Além disso, embora seja difícil seguir os indivíduos no campo devido à migração da teia, as fêmeas ocasionalmente produzem várias ninhadas ao longo de sua vida, às vezes dois meses após a eclosão bem-sucedida da primeira ninhada.

### Ecdise
Durante o desenvolvimento, os filhotes de aranha normalmente passam por cinco mudas, sendo que as fêmeas têm maior probabilidade de passar por uma sexta muda do que os machos e os indivíduos mal alimentados têm maior probabilidade de passar por uma sexta muda do que os indivíduos bem alimentados.

### Tempo de vida
Embora seja difícil rastrear o tempo de vida da H. pluchei devido à migração da teia, os indivíduos criados em laboratório podem ter um tempo de vida de até um ano. O tempo de vida dos machos em um habitat natural é muitas vezes interrompido prematuramente por várias condições ambientais, portanto, uma taxa de desenvolvimento mais rápida para os machos geralmente produz uma taxa mais alta de sucesso reprodutivo.

## Acasalamento

### Estridulações
Diferentemente de muitas outras espécies de aranhas, tanto os machos quanto as fêmeas da H. pluchei possuem órgãos estridulatórios, sendo que as fêmeas possuem segmentos de pedipalpo comparativamente mais grossos. As estridulações nos machos de muitas espécies de aranhas desempenham um papel no cortejo sexual e, embora as estridulações das fêmeas da H. pluchei também desempenhem um papel no cortejo, elas podem indicar um comportamento agressivo ou preventivo. Quando as fêmeas copulam com os machos imediatamente e por vontade própria, elas não estridulam. A estridulação ocorre apenas nos casos em que a fêmea é menos receptiva aos avanços do macho, o que geralmente leva a uma tentativa malsucedida de acasalamento por parte do macho. As fêmeas também podem regular a seleção intersexual por meio de suas projeções esternais, que funcionam como filtros, limitando o sucesso do macho durante a transferência de esperma.

### Interações de alimentação entre machos e fêmeas
Embora outras espécies da família Pholcidae apresentem um comportamento “cavalheiresco”, no qual o macho se afasta para ceder a presa à fêmea ou embrulha a presa e a leva até ela, esse comportamento não ocorre na H. pluchei. Em contrapartida, os machos de H. pluchei frequentemente entram nas teias das fêmeas com o objetivo de roubar alimentos de forma agressiva. Nas interações competitivas por presas, os machos tendem a perder interações somente quando são menores que seus competidores. Isso, assim como a falta de embrulho ou troca da presa, indica uma falta de comportamento cavalheiresco por parte do macho.  Para os machos de outras espécies de Pholcidae, o comportamento cavalheiresco pode induzir uma fêmea a acasalar, aumentando assim o sucesso reprodutivo do macho. Como é improvável que o primeiro macho que acasalar com a fêmea H. pluchei seja aquele que fertilizará seus ovos, pode não haver uma vantagem tão grande em se envolver em um comportamento cavalheiresco.

## Comportamento social

### Vida em grupo
Os filhotes de aranha podem optar por participar de uma teia em grupo ou construir sua própria teia, sendo que a maioria dos indivíduos escolhe viver em um grupo.  Elas tomam essa decisão quando têm de 4 a 5 dias de idade.  Cada estratégia tem seus próprios custos e benefícios, pois a vida em grupo diminui a quantidade de alimento alocada para cada aranha, mas também diminui a quantidade de seda que cada aranha deve produzir, beneficiando os indivíduos por exigir menos gasto de energia. Embora as aranhas que vivem em grupos tendam a ter abdomens menores do que as que vivem sozinhas, o que indica menor sucesso de forrageamento, as aranhas vivem em grupos com mais frequência do que seria previsto por acaso. Isso pode ser devido ao alto custo energético da produção de seda e ao aumento da quantidade de seda necessária para construir uma teia sozinha em vez de em um grupo. A decisão de um indivíduo de construir sua própria teia ou de se juntar a uma teia de grupo baseia-se em seu nível de sucesso alimentar recente.
Os filhotes de aranha H. pluchei que coabitam uma teia não cooperam em outras esferas, como a captura de presas ou o envolvimento de restos de presas em seda, e, em vez disso, se envolvem em comportamentos de exibição e luta enquanto competem por presas, sendo que as aranhas maiores tendem a vencer essas lutas. Esses conflitos podem, às vezes, levar à morte, especialmente quando as aranhas são de tamanhos semelhantes. Ocasionalmente, as aranhas da mesma teia cooperam para capturar a presa, mas somente quando a presa é muito grande. Essa cooperação pode ocorrer apenas porque as aranhas não conseguem se ver e, portanto, não sabem da presença uma da outra.

## Inimigos

### Predadores
A Holocnemus pluchei é predada por aranhas saltadoras da família Salticidae, incluindo a Portia fimbriata [en] e a Portia labiata. Em resposta a invasões de outras espécies, a H. pluchei “salta” ou move as pernas rapidamente para cima e para baixo, enquanto permanece na teia, em uma tentativa de desalojar o invasor. As espécies invasoras empregam táticas agressivas de imitação ao invadir as teias da H. pluchei e geralmente conseguem evitar a estratégia de “salto” do residente, permitindo que esses invasores de teia capturem suas presas com sucesso.

## Interações com seres humanos e outros animais
As aranhas Holocnemus pluchei são consideradas aranhas domésticas e constroem teias nos beirais, porões e sótãos das casas. Embora sejam venenosas, elas não são perigosas para os seres humanos, provavelmente devido à incapacidade de suas presas produzirem uma mordida forte o suficiente.
Foi relatado um estudo de caso de asma em um ser humano decorrente de uma alergia associada ao trecho de arginina quinase [en] de uma proteína da H. pluchei, mas não foi documentada nenhuma outra evidência de danos a seres humanos causados por essa espécie.